# Acanthoisis wrastica
Acanthoisis wrastica är en korallart som beskrevs av Philip Alderslade 1998. Acanthoisis wrastica ingår i släktet Acanthoisis och familjen Isididae. Inga underarter finns listade i Catalogue of Life.